# 世代 (素粒子)
素粒子物理学において、世代（generation）は、素粒子の区分である。ファミリー（family）とも言う。

## 概要
素粒子物理学の標準模型において、物質を構成するフェルミオンは2種類のクォークと2種類のレプトンで一世代を構成し、現在までに三つの世代が発見されている。
クォークは電荷+2/3のアップ型クォークと電荷-1/3のダウン型クォークの2種類に、レプトンは電荷−1の荷電レプトン（電子と同様）と電荷0のニュートリノの2種類に分類できる。
それぞれの世代間は、粒子の質量のみが異なり、全ての基本相互作用および量子数は同一である。
| 種類     | 種類     | 第一             | 第二               | 第三             |
| -------- | -------- | ---------------- | ------------------ | ---------------- |
| クォーク | アップ型 | アップ           | チャーム           | トップ           |
| クォーク | ダウン型 | ダウン           | ストレンジ         | ボトム           |
| レプトン | 荷電     | 電子             | ミュー粒子         | タウ粒子         |
| レプトン | 中性     | 電子ニュートリノ | ミューニュートリノ | タウニュートリノ |

小林・益川理論によると、三世代以上のクォークが存在すると弱い相互作用におけるCP対称性の破れを説明することが出来る。
一世代の構成は標準模型のアノマリーが相殺される条件により決まる。
これは標準模型の延長として大統一理論が存在することを示唆しており、提唱されているいくつかのモデルにおいてクォークとレプトンが統一的に記述されている。

## 質量階層
世代が高い粒子は、それより前の世代の対応する粒子よりも大きな質量を持つ。例えば、第一世代の電子は0.511 MeV/c2の質量しか持たないが、第二世代のミュー粒子は106 MeV/c2の質量を持ち、第三世代のタウ粒子は1777 MeV/c2（陽子のほぼ二倍）の質量を持つ。この質量階層は、高い世代の粒子が第一世代の粒子に崩壊する原因となり、このことは通常の物質（原子）が第一世代の粒子だけで構成されている理由を説明する。第一世代のレプトンである電子は、第一世代のクォークであるアップおよびダウンクォークから成る陽子および中性子で構成される原子核を周回している。荷電粒子の第二および第三世代は、通常の物質中には現れない。これは宇宙線や粒子加速器のような極限的な高エネルギー環境においてのみ見られる。
全ての世代のニュートリノは宇宙を広く飛び交っているが、通常の物質とはめったに相互作用しない。レプトンの世代間の関係を包括的に理解することによって、基本粒子の質量の比や質量の一般的な性質に対する量子力学的な解明につながることが期待されている。

## 第四世代
標準模型の枠組みにおいて、四番目またはそれより大きい世代の存在は理論的考察によって排除されている。第四世代の可能性に対するいくつかの議論は、正確な電弱相互作用の観測結果を微修正することで余剰世代を導入する余地があるという考えに基づいている。しかし、観測精度から考えて、そのような修正が正しい可能性は非常に低い。その上、"軽い"ニュートリノ（質量が約45 GeV/c2以下）を持つ第四世代は、CERNの大型電子陽電子コライダー (LEP) におけるZボソンのエネルギー幅の測定によって排除されている。それでもなお、第四世代の粒子を探索する高エネルギー衝突実験が続けられている。しかし、その存在の証拠は未だ観測されていない。これらの研究では、第四世代の粒子は、b′やt′のように、第三世代の粒子にプライムを付けた記号を用いて表記されている。